# Widbir 2020
Widbir 2020 (ukrainisch Відбір 2020, englische Transkription Vidbir 2020) war der ukrainische Vorentscheid für den Eurovision Song Contest 2020 in Rotterdam (Niederlande) und fand am 22. Februar 2020 statt. Die Band Go A gewann den Vorentscheid mit dem Lied Solovey.

## Format

### Konzept
Am 16. Oktober 2019 verkündeten die ukrainische öffentlich-rechtliche Rundfunkgesellschaft Nazionalna Suspilna Teleradiokompanija Ukrajiny (NTU) und der private Fernsehsender STB die Fortsetzung des Konzepts von Widbir und die Zusammenarbeit der beiden Sender.
Als Reaktion auf die Vorkommnisse während des Vorentscheides im vergangenen Jahr und den Rückzug der Ukraine vom Eurovision Song Contest 2019 veränderte NTU die Regeln des Vorentscheides. So dürfen nur Interpreten teilnehmen, die das russische Staatsgebiet seit 2014 nicht betreten haben bzw. nicht planen, es während des Zeitraumes des Vorentscheides und des Eurovision Song Contest zu betreten. Gleiches gilt für die Krim.
STB will die laufenden Produktionskosten übernehmen und NTU den Gewinner des Vorentscheides während der Vorbereitung auf den Eurovision Song Contest selbst finanziell unterstützen.

### Jury
Die Jury soll wieder aus drei Mitgliedern bestehen.

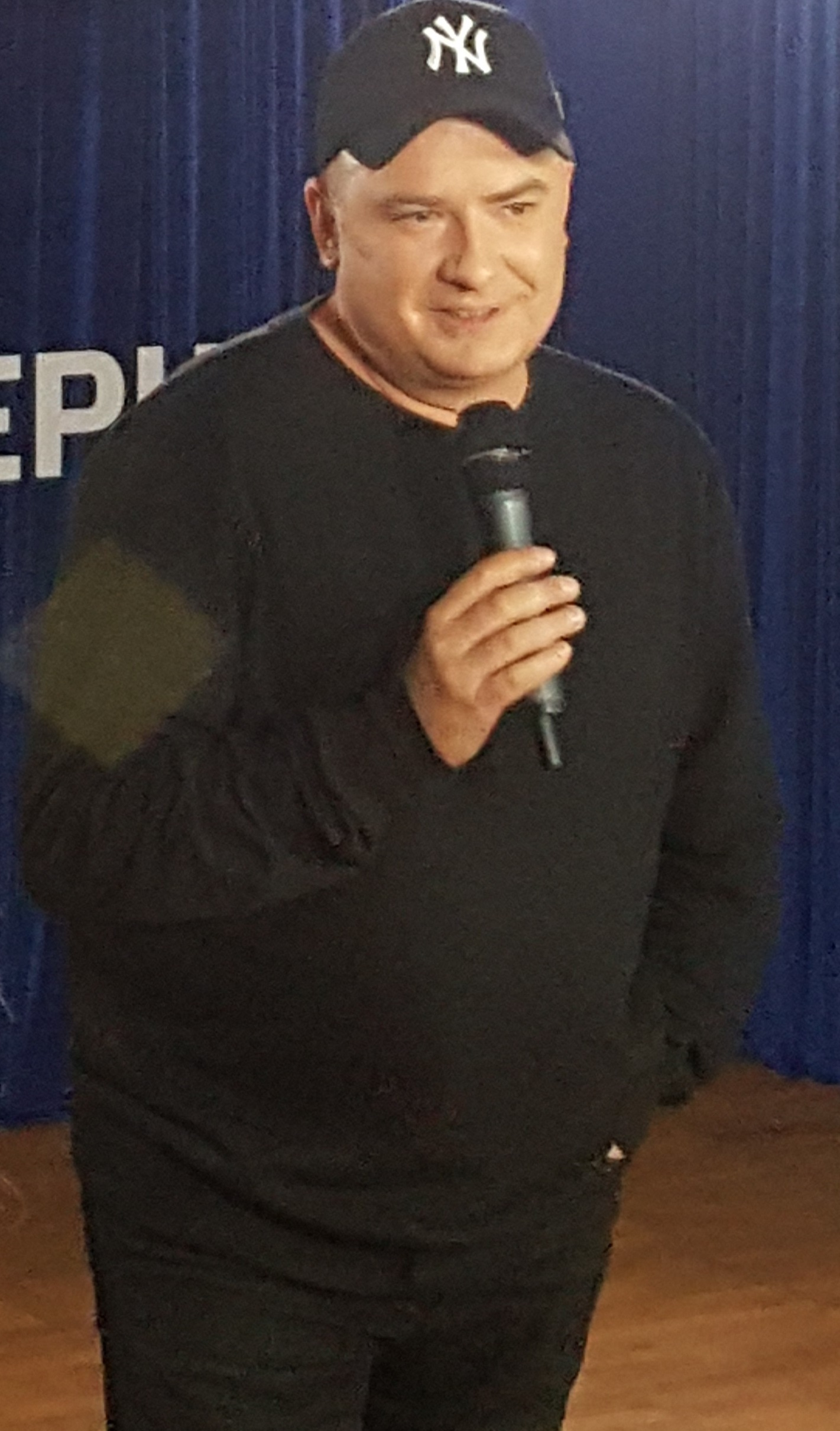
Andrij Danylko
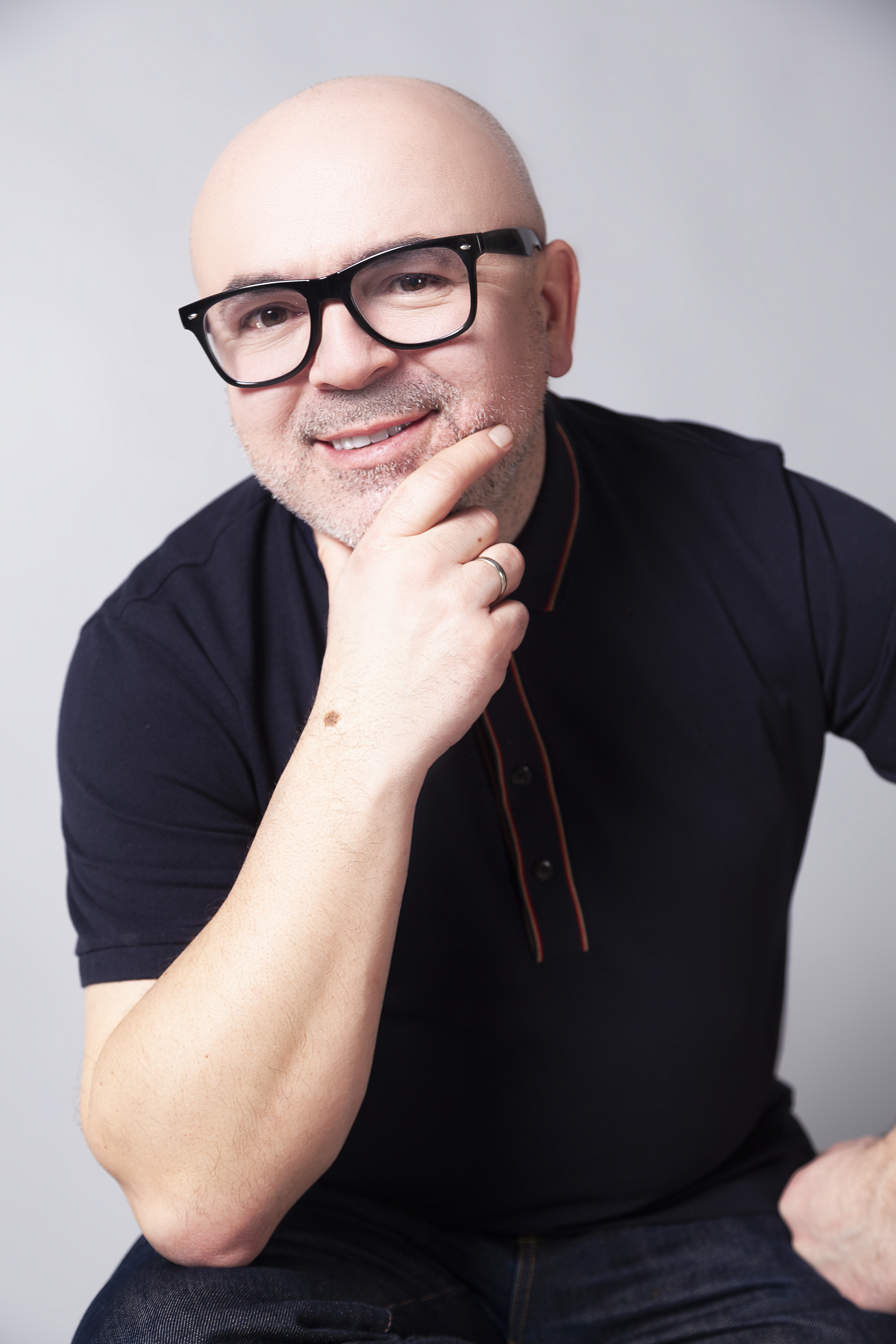
Vitaliy Drozdov

- Andrij Danylko (Ukrainischer Teilnehmer beim Eurovision Song Contest 2007 und Juror beim Widbir 2016, 2017, 2018 und  2019)
- Tina Karol (Ukrainische Teilnehmerin beim Eurovision Song Contest 2006)
- Vitaliy Drozdov

### Beitragswahl
Vom 16. Oktober 2019 bis zum 20. Januar 2020 hatten Komponisten die Möglichkeit, einen Beitrag bei STB einzureichen. Die Bewerbungsfrist für potenzielle Kandidaten endete am 25. Dezember 2019.

## Teilnehmer
Die Teilnehmer und ihre Lieder wurden am 20. Januar 2020 vorgestellt.

## Halbfinale

### Erstes Halbfinale
Das erste Halbfinale fand am 8. Februar 2020 um 19 Uhr (EET) statt. Die drei bestplatziertesten Teilnehmer qualifizierten sich für das Finale.
| Platz | Startnr. | Interpret    | Lied Musik (M) und Text (T)                                                  | Sprache              | Übersetzung (Inoffiziell) | Jury           | Jury       | Jury            | Jury   | Jury Punkte | Zuschauerstimmen (Televoting, SMS & App) | Zuschauerstimmen (Televoting, SMS & App) | Gesamt |
| Platz | Startnr. | Interpret    | Lied Musik (M) und Text (T)                                                  | Sprache              | Übersetzung (Inoffiziell) | Andrij Danylko | Tina Karol | Vitaliy Drozdov | Gesamt | Jury Punkte | %                                        | Punkte                                   | Gesamt |
| ----- | -------- | ------------ | ---------------------------------------------------------------------------- | -------------------- | ------------------------- | -------------- | ---------- | --------------- | ------ | ----------- | ---------------------------------------- | ---------------------------------------- | ------ |
| 1.    | 4        | Krutь        | 99 M/T: Mykhailo Klymenko, Anton Babych, Maryna Krut                         | Englisch, Ukrainisch | –                         | 7              | 8          | 8               | 23     | 8           | 22,69 %                                  | 8                                        | 16     |
| 2.    | 5        | Go A         | Solovey M: M: Taras Schewtschenko, Kateryna Pawlenko; T: Kateryna Pawlenko   | Ukrainisch           | Nachtigall                | 8              | 5          | 5               | 18     | 6           | 18,11 %                                  | 7                                        | 15     |
| 3.    | 2        | Jerry Heil   | Vegan M/T: Yana Shemaeva, Roman Cherenov                                     | Englisch             | Vegan                     | 5              | 7          | 7               | 19     | 7           | 16,28 %                                  | 6                                        | 13     |
| 4.    | 6        | Cloudless    | Drown Me Down M/T: Yuriy Kanalosh                                            | Englisch             | Ertrinke mich             | 6              | 2          | 6               | 14     | 5           | 14,75 %                                  | 5                                        | 10     |
| 5.    | 3        | Katya Chilly | Pich M/T: Katya Chilly                                                       | Ukrainisch           | Ofen                      | 4              | 6          | 4               | 14     | 4           | 08,44 %                                  | 3                                        | 07     |
| 6.    | 7        | Gio          | Feeling So Lost M/T: Giorgi Darakhvelidze                                    | Englisch             | Fühle mich so verloren    | 1              | 4          | 2               | 07     | 2           | 08,84 %                                  | 4                                        | 06     |
| 7.    | 1        | [О]          | Tam, kudy ya ydu M: Olga Chernyshova, Oleksandr Kasprov; T: Olga Chernyshova | Ukrainisch           | Wohin ich auch gehe       | 3              | 3          | 3               | 09     | 3           | 05,46 %                                  | 2                                        | 05     |
| 8.    | 8        | Assol        | Save It M/T: Kateryna Humenyuk                                               | Englisch             | Rette es                  | 2              | 1          | 1               | 04     | 1           | 05,43 %                                  | 1                                        | 02     |

### Zweites Halbfinale
Das zweite Halbfinale fand am 16. Februar 2020 um 19 Uhr (EET) statt. Die drei bestplatziertesten Teilnehmer qualifizierten sich für das Finale.
| Platz | Startnr. | Interpret                 | Lied Musik (M) und Text (T)                                      | Sprache              | Übersetzung (Inoffiziell) | Jury           | Jury       | Jury            | Jury   | Jury Punkte | Zuschauerstimmen (Televoting, SMS & App) | Zuschauerstimmen (Televoting, SMS & App) | Gesamt |
| Platz | Startnr. | Interpret                 | Lied Musik (M) und Text (T)                                      | Sprache              | Übersetzung (Inoffiziell) | Andrij Danylko | Tina Karol | Vitaliy Drozdov | Gesamt | Jury Punkte | %                                        | Punkte                                   | Gesamt |
| ----- | -------- | ------------------------- | ---------------------------------------------------------------- | -------------------- | ------------------------- | -------------- | ---------- | --------------- | ------ | ----------- | ---------------------------------------- | ---------------------------------------- | ------ |
| 1.    | 8        | Tvorchi                   | Bonfire M/T: Andriy Hutsuliyak                                   | Englisch             | Lagerfeuer                | 8              | 5          | 8               | 21     | 8           | 22,03 %                                  | 8                                        | 16     |
| 2.    | 6        | Khayat                    | Call For Love M/T: Andriy Khayat                                 | Englisch             | Ruf nach Liebe            | 6              | 8          | 5               | 19     | 7           | 17,87 %                                  | 7                                        | 14     |
| 3.    | 7        | David Axelrod             | Horizon M/T: David Axelrod, Pavlo Shylko, Volodymyr Grigorovitch | Englisch             | Horizont                  | 6              | 5          | 6               | 17     | 6           | 11,56 %                                  | 5                                        | 11     |
| 4.    | 4        | Oleksandr Poriadynskyi    | Savior M/T: Yana Kovaliova                                       | Englisch             | Retter                    | 4              | 3          | 2               | 09     | 2           | 11,72 %                                  | 6                                        | 08     |
| 5.    | 3        | Elina Ivashchenko         | Get Up M/T: Elina Ivashchenko, Vadim Lysitsa                     | Englisch             | Aufstehen                 | 3              | 7          | 4               | 14     | 4           | 10,94 %                                  | 4                                        | 08     |
| 6.    | 1        | Moonzoo feat. F.M.F. Sure | Maze M/T: Moonzoo, F.M.F. Sure                                   | Englisch             | Labyrinth                 | 7              | 2          | 7               | 16     | 5           | 09,46 %                                  | 2                                        | 07     |
| 7.    | 2        | Fo Sho                    | Blck Sqr M/T: Siona Endale, Betty Endale, Miriam Endale          | Englisch, Ukrainisch | –                         | 2              | 4          | 3               | 09     | 3           | 10,77 %                                  | 3                                        | 06     |
| 8.    | 5        | Garna                     | Who We Are? M/T: Alyona Levasheva, Roman Nepomnyashiy            | Englisch             | Wer sind wir?             | 1              | 1          | 1               | 03     | 1           | 05,65 %                                  | 1                                        | 02     |

## Finale
Das Finale soll am 22. Februar 2020 um 19 Uhr (EET) stattfinden. Die Band Go A setzte sich in der Jury- als auch im Televoting durch.
| Platz | Startnr. | Interpret     | Lied Musik (M) und Text (T)                                             | Sprache              | Übersetzung (Inoffiziell) | Jury           | Jury       | Jury            | Jury   | Jury Punkte | Zuschauerstimmen (Televoting, SMS & App) | Zuschauerstimmen (Televoting, SMS & App) | Gesamt |
| Platz | Startnr. | Interpret     | Lied Musik (M) und Text (T)                                             | Sprache              | Übersetzung (Inoffiziell) | Andrij Danylko | Tina Karol | Vitaliy Drozdov | Gesamt | Jury Punkte | %                                        | Punkte                                   | Gesamt |
| ----- | -------- | ------------- | ----------------------------------------------------------------------- | -------------------- | ------------------------- | -------------- | ---------- | --------------- | ------ | ----------- | ---------------------------------------- | ---------------------------------------- | ------ |
| 1.    | 3        | Go A          | Solovey M: Taras Schewtschenko, Kateryna Pawlenko; T: Kateryna Pawlenko | Ukrainisch           | Nachtigall                | 6              | 6          | 6               | 18     | 6           | 25,43 %                                  | 6                                        | 12     |
| 2.    | 5        | Khayat        | Call For Love M/T: Andriy Khayat                                        | Englisch             | Ruf nach Liebe            | 4              | 5          | 4               | 13     | 4           | 20,93 %                                  | 5                                        | 09     |
| 3.    | 1        | Krutь         | 99 M/T: Mykhailo Klymenko, Anton Babych, Maryna Krut                    | Englisch, Ukrainisch | –                         | 5              | 4          | 5               | 14     | 5           | 19,90 %                                  | 4                                        | 09     |
| 4.    | 6        | Tvorchi       | Bonfire M/T: Andriy Hutsuliyak                                          | Englisch             | Lagerfeuer                | 2              | 2          | 2               | 6      | 2           | 15,44 %                                  | 3                                        | 05     |
| 5.    | 4        | David Axelrod | Horizon M/T: David Axelrod, Pavlo Shylko, Volodymyr Grigorovitch        | Englisch             | Horizont                  | 3              | 3          | 3               | 9      | 3           | 11,30 %                                  | 2                                        | 05     |
| 6.    | 2        | Jerry Heil    | Vegan M/T: Yana Shemaeva, Roman Cherenov                                | Englisch             | Vegan                     | 1              | 1          | 1               | 3      | 1           | 07,00 %                                  | 1                                        | 02     |